# 7th Armoured Division (Vereinigtes Königreich)

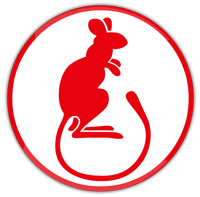
„The Desert Rats“ – Insignia der 7th Armoured Division seit 1944

Die 7th Armoured Division (deutsch 7. Panzerdivision) war eine Panzerdivision der British Army, die im Zweiten Weltkrieg in den Schlachten des Afrikafeldzugs Bekanntheit erlangte. Besser bekannt war die Division als „Wüstenratten“ (englisch „Desert Rats“), den sich die Angehörigen selbst gaben, da das Emblem der Division eine Wüstenspringmaus zeigt.
Später kämpfte sie auch in der Normandie und nahm 1945 Hamburg ein.
Bekannte Angehörige der Division waren Dan Ranfurly, Feldmarschall John Harding, 1st Baron Harding of Petherton und General Frank Messervy.

## Geschichte

### Aufstellung
Die britische Militärdoktrin vor dem Zweiten Weltkrieg war über die Nutzung von Panzern tief gespalten. Während einige Offiziere gemäß den Theorien J.F.C. Fullers eine bewegliche Kriegsführung auf Basis der neuen Waffen forderten, stellten sich vor allem höhere Militärs gegen die Einführung einer eigenständigen Panzertruppe. So kam es, dass erst am Vorabend des neuen Krieges 1938 zwei britische Panzerverbände zeitlich unbeschränkt ins Leben gerufen wurden. Eine sogenannte mobile Division wurde in England, eine weitere in Ägypten aufgestellt. Die nahe Alexandria unter Percy Hobart, einem Anhänger Fullers, aufgestellte mobile Einheit sollte den Grundstock der „Wüstenratten“ bilden. Sie wurde 1939 als „Armoured Brigade“ (deut.: „Gepanzerte Brigade“) geführt und schließlich unter neuem Kommando im Februar 1940 in die 7th Armoured Division (deut.: „Gepanzerte Division“) umgewandelt.

## Zweiter Weltkrieg

### Nordafrika

#### 1940
Beim italienischen Angriff auf die ägyptische Grenze (September/Oktober 1940) bildete die 7th Armoured Division unter Major General Creagh das Rückgrat der verteidigenden Western Desert Force. Während der am 8. Dezember eingeleiteten Schlacht in der Marmarica führte die Division bei Mersa Matruh die Gegenoffensive an, Mitte Dezember wurde die den Angriff unterstützende indische 4th Indian Division durch die australische 6th Australian Division abgelöst. Zwischen Sofafi und Nibeiwa wurde die italienische Front durchbrochen und Sidi Barrani am 10. Dezember umzingelt. Ein Vorauskommando der 7th Armoured Division hatte bis 15. Dezember Bardia umgangen und die Straße von dort nach Tobruk abgeriegelt. Nach dem Fall von Tobruk nahmen die Alliierten den Vormarsch wieder auf. Während die 6th Australian Division Ende Januar 1941 entlang der Via Balbia auf Darna vorstieß, schwenkte die 7th Armoured Division auf die südlich des Grünen Bergs verlaufende Strecke nach Bengasi über Mechili ein. Die schnell zusammengestellte Combe Force erreichte am 5. Februar die Via Balbia, etwa 32 km nördlich  Adschdabiya und wirkte gegen die Flanke der Italiener. Die restlichen Einheiten der 7th Armoured Division blockierten bei Beda Fomm das Ausbrechen italienischer Truppen in Richtung Wüste. Nur etwa 30.000 italienische Soldaten waren der folgenden Gefangenschaft in der Marmarica entkommen.

#### 1941
Die „Wüstenratten“ blieben auch im Frühjahr 1941 und im weiteren Afrikafeldzug Teil der Western Desert Force (jetzt Gen. Kdo. XIII. Corps), die jetzt im Kampf mit dem deutschen Afrikakorps stand. Die 7th Armoured Division war dabei unverzichtbares taktisches und strategisches Mittel der jeweiligen Befehlshaber. Am 24. März ging ein italienisch-deutscher Verband in der Kyrenaika zur Gegenoffensive über.  Am 8. April nahmen die Achsenmächte Mechili ein und die dort verbliebenen etwa 2700 alliierten Soldaten gingen in Kriegsgefangenschaft.
Nach Anlaufen der Schlacht von Sollum Operation Battleaxe Mitte Juni stand die 7th Armoured Division unter dem Oberbefehl des XIII. Korps unter General-Major Beresford-Peirse. Creagh verfügte über 190 Panzer, davon etwa 90 Cruiser-Panzer (etwa 40 ältere Modelle Cruiser MKI–IV, sowie 50 neuere Modelle MKVI), seine Division war folgend organisiert:
4th Armoured Brigade – Brigadegeneral Alexander Gatehouse
- 4th Tank Regiment (Matilda-Panzer) – Oberstleutnant Walter O’Carroll
- 7th Tank Regiment (Matilda-Panzer) – Oberstleutnant Basil Groves

7th Armoured Brigade – Brigadier Hugh Russell
- 2nd Royal Tank Regiment (Mk I, II und III/IV Cruiser Tanks)
- 6th Tank Regiment (Crusader-Panzer)

7th Support Group – Brigadier John Campbell
- 1st, 3rd, 4th und 106th Regiments Royal Horse Artillery
- 1st Bataillon, King’s Royal Rifle Corps
- 2nd Bataillon, Rifle Brigade (Prince Consort’s Own)

Die 7th Armoured Brigade verfügte am 16. Juni nach dem Angriff auf den Hafid-Grat nur noch über 48 der ursprünglich 90 Cruiser-Panzer, die 4th Armoured Brigade hatte von ihren knapp 100 Matilda-Panzern etwa die Hälfte verloren. Die Kampfkraft des Crusader-Panzers wurde als ungenügend erkannt.
In der Operation Crusader folgte am 18. November 1941 der nächste britische Gegenoffensive. Der neue Oberbefehlshaber der britischen 8th Army, General Cunningham befahl dem bei Mersa Matruh stehenden XXX. Corps mit der unterstellten 7th Armoured Division (jetzt unter Major-General William Gott) und der südafrikanischen 1st Southafrican Division die Grenzbefestigungen an der Sollum-Front auf Höhe des Fort Maddalena südlich zu umgehen und in nordwestlicher Richtung auf Tobruk vorzustoßen. Die 22nd Armoured Brigade geriet links bei Bir el Gubi in heftige Gefechte mit der italienischen Division “Ariete”. Auf dem rechten Flügel des Korps stieß die 4th Armoured Brigade auf Teile der deutschen 21. Panzer-Division und wurde ebenfalls in schwere Kämpfe verwickelt. Die im Zentrum des Korps stehende 7th Armoured Brigade konnte ungehindert den Flugplatz bei Sidi Rezegh besetzen. Nachdem das XXX. Korps bis 22. November auch vor Sidi Rezegh zurückgedrängt worden war, musste sich die 7th Armoured Division geschlagen zurückziehen. Von ihren ursprünglich 150 Panzern waren zu diesem Zeitpunkt nur noch vier einsatzfähig.
Am 13. Dezember begann nach wechselvollem Kampf das britische XIII. Corps den Angriff auf die Gazala-Linie, das geschwächte Afrika-Korps konnte nur noch etwa 40 Panzer ins Feld führen. Nach dem Patt bei Gazala setzte eine mehrmonatige Kampfpause ein, bei der es nur sporadisch zu Gefechten kam.

#### 1942
Am 30. August 1942 begann in der Schlacht von Alam Halfa der letzte Versuch der deutsch-italienischen Offensivgruppe zwischen dem El-Taqa-Plateau und dem Ruweisat-Rücken durchzubrechen, der Angriff scheiterte an den britischen Stellungen. Am 23. Oktober begann die entscheidende Schlacht von El Alamein: Der Vormarsch des aus der 7th Armoured Division sowie zwei Infanteriedivisionen bestehenden XIII. Korps am Südflügel diente anfangs hauptsächlich der Ablenkung und der Bindung des Gegners. Am Morgen des 4. November wurde aber der Einbruch in die Stellungen des gegenüberliegenden italienischen XX. Korps für die Schlacht entscheidend. Die fast komplette Auslöschung der Divisionen Trento und Trieste und die Vernichtung der Kampfverbände der Division Folgore überzeugte die meisten italienischen Generäle das der Krieg verloren sei.

#### 1943
Nach der Teilnahme an der Verfolgung der Achsenkräfte durch die Cyrenaika und Libyen rückte die Division am 23. Januar 1943 in Tripolis ein. Am 6. März 1943 wurde ein Gegenangriff des Afrikakorps in Richtung auf Medenine abgewiesen, darauf erstarrte die Front an der Mareth-Linie. Die 7th Armoured Division nahm am 7. Mai 1943 Tunis ein und besiegelte somit die Niederlage der Achsenmächte im Brückenkopf von Biserta.

### Italien
Nach einer kurzen Ruhepause wurde die Division im Juli 1943 während der Operation Husky auf Sizilien eingesetzt und nahm danach mit der amerikanischen 5th US Army an der Landung bei Salerno (September 1943) teil.
Auf Wunsch von General Bernard Montgomery wurde die 7th Armoured Division zusammen mit der  8th Armoured Brigade, der 50th und der 51st Division für die Landung in der Normandie abgestellt und verließ Italien ab November 1943. Bis 7. Januar 1944 kamen die letzten Verbände der Division in Glasgow an, sie wurde darauf mit den neuen Cromwell Panzern ausgestattet, die mit stärkeren Kanonen ausgerüstet waren.

### Frankreich

Panzer der britischen 7. Panzerdivision von Gold Beach auf dem Weg landeinwärts, 7. Juni 1944

Bei der alliierten Operation Overlord am 6. Juni 1944 (Landung in der Normandie) unterstand die Division der britischen 2nd Army und war besonders bei den Kämpfen um Caen beteiligt. Vom 8. bis 19. Juni 1944 entbrannte bei Tilly-sur-Seulles schwere Kämpfe mit der deutschen Panzer-Lehr-Division.
In den frühen Morgenstunden des 13. Juni nahm die britische 22nd Armoured Brigade (Brigadegeneral W. R. N. Hinde) die Stadt Villers-Bocage ein. Auf deutscher Seite gingen während dieses Gefechts zehn von 25 Panzern, auf alliierter 30 Panzer und mehr als 30 leicht gepanzerte Fahrzeuge verloren. Am 14. Juni, nach dem Rückzug aus Villers-Bocage, hatte die 7th Armoured Division in der Nähe von Amayé-sur-Seulles Verteidigungspositionen bezogen.
Im Rahmen des I Corps nahm die Division im Osten von Caen ab 18. Juli zusammen mit der 11th Armoured- und Guards Armoured Division an der Operation Goodwood teil, welche jedoch beim Dorf Bourguebus von der 12. SS-Panzer-Division zum Halten gebracht wurde.
Nach der Befreiung Frankreichs stieß die 7th Armoured Division nach Belgien bis zur Maas vor. Im Januar 1945 kämpfte sie in der Operation Blackcock im deutsch-niederländischen Grenzgebiet.
Sie überquerte den Rhein im März 1945 und nahm an der Besetzung Hamburgs teil.

## Führung
- Major General Percy C. S. Hobart (3. September – 4. Dezember 1939)
- Major General Michael O’Moore Creagh (4. Dezember 1939 – 3. September 1941)
- Major General William H. E. Gott (3. September 1941 – 6. Februar 1942)
- Major General J.C. Campbell (6. Februar 1942, gefallen am 26. Februar 1942)
- Brigade General A.H. Gatehouse (23. Februar – 9. März 1942)
- Major General Frank Messervy (9. März – 19. Juni 1942)
- Major General J.M.L. Renton (19. Juni – 14. September 1942)
- Major General Allan Francis John Harding (14. September 1942 – 20. Januar 1943)
- Brigade General George Philip B. Roberts (20. – 24. Januar 1943)
- Major General George Erskine (24. Januar 1943 – 4. August 1944)
- Major General G.L. Verney (4. August 1944 – 22. November 1944)
- Major General  L.O. Lyne  (22. November 1944–1945)

### Nach Kriegsende

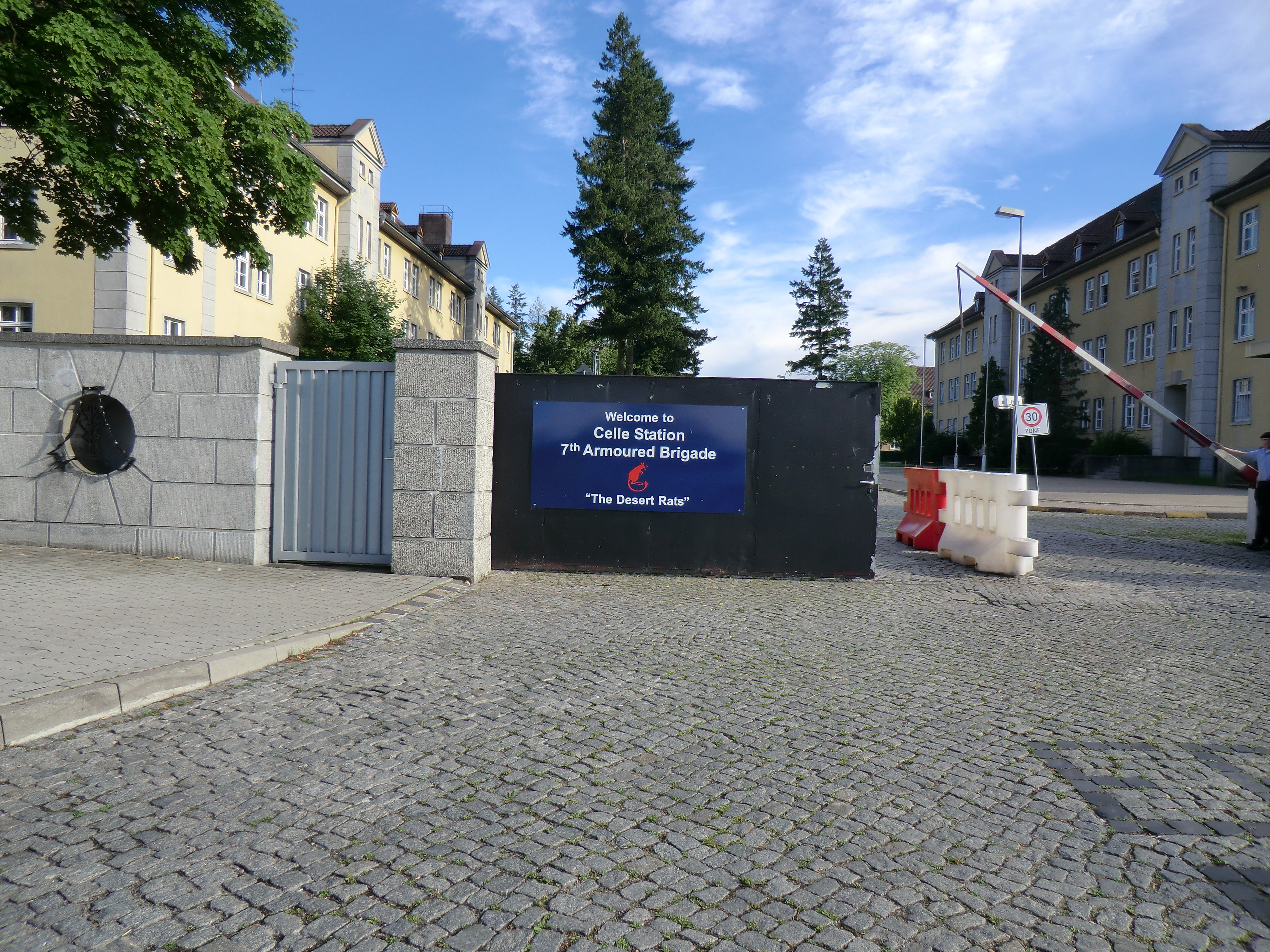
Schild am Eingang der britischen Kaserne in Celle, 2012

Die Division wurde nach Kriegsende Teil der britischen Truppen in Deutschland und war auch in West-Berlin stationiert. Bis März 1952 befand sich das Hauptquartier der Panzerdivision im Hotel Vier Jahreszeiten in Hamburg.
Die Tradition der „Wüstenratten“ trägt heute die 7th Armoured Brigade (deutsch: 7. Gepanzerte Brigade), die als Teil der britischen 1st Armoured Division am Zweiten und Dritten Golfkrieg teilnahm.